# Trigger (manga)
Trigger è il primo lavoro, o come lo definisce l'autore stesso, "il debutto come mangaka", di Seishi Kishimoto. Il manga Trigger è in realtà solo un insieme di 32 tavole dello stesso formato di 666 Satan e l'unica presentazione che l'autore ne dà si trova sul sesto numero di 666 Satan inserito su quel numero come materiale extra. Essendo il lavoro antecedente a quello di 666 Satan si possono notare molte somiglianze tra i personaggi e le ambientazioni dei due lavori.

## Trama
La storia di Trigger è ambientata nella Repubblica di Stea; quest'ultima è appena uscita da una guerra di proporzioni mondiali, durata 10 anni, che ha ridotto il pianeta ad un deserto infinito cancellando il verde che era presente.
Durante questa guerra entrambe le fazioni, una è la Repubblica di Stea mentre l'altra è sconosciuta, hanno fatto uso di veicoli bellici pilotati da persone scelte dall'esercito: queste persone sono i Trigger. Alla fine la guerra è stata vinta dalla Repubblica di Stea grazie ad un veicolo di ultima generazione, il gauntlet.
In questo mondo vive il protagonista, Sig, insieme al suo caro amico, Tarik, che è per lui come un padre; Sig è orfano e insieme a Tarik si sostentano facendosi pagare dalla gente per distruggere i veicoli bellici rimasti dopo la guerra e che dei trigger potrebbero usare per attaccare e distruggere dei villaggi.
Un giorno, dopo aver distrutto un veicolo ed aver messo in fuga due trigger, Sig e Tarik ritornano al villaggio per pranzare e mentre mangiano Sig nota una coppia, padre e figlio (gli stessi presentati nel settimo numero di 666 Satan), e resta deluso dal comportamento di Tarik da cui vorrebbe essere trattato come un figlio.
Il mattino dopo un paesano entra nella casa dei due per informare Tarik della presenza di un veicolo corazzato all'esterno della città ma trova soltanto Sig che dorme poiché Tarik era andato via; deluso, Sig decide di trovare Tarik solo per informarlo che non lo seguira più ma appena lo trova vede che sta combattendo contro un trigger il quale si rivela essere Glock, un subordinato di Tarik durante la guerra e rivela anche che Tarik è uno dei trigger leggendari che vinsero la guerra in chiave escatologico/salvifica; deciso più che mai a uccidere il suo ex-capo Glock spara a Tarik ma i colpi vengono parati da Sig, il quale dopo aver distrutto il veicolo di Glock rivela di essere l'ultima arma della Repubblica di Stea: Sig Gauntlet. La storia finisce con la frase: «Se ci credi di certo accadrà».